# Harold Bengen

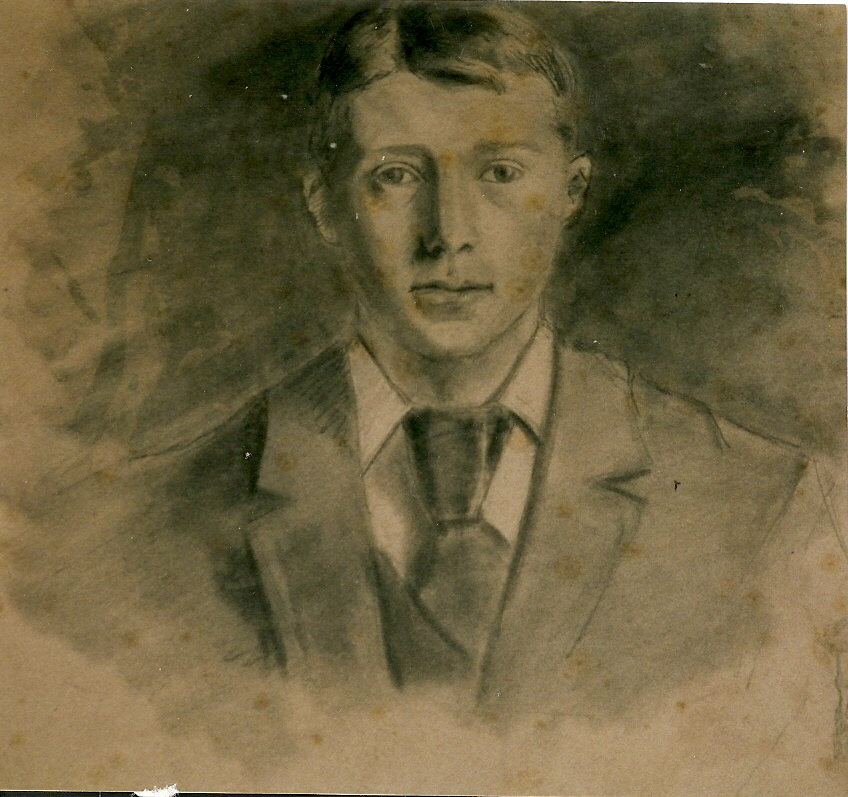
Selbstporträt, um 1900

Harold Tronson Bengen (* 6. Januar 1879 in Hannover; † 21. März 1962 in Hamburg) war ein deutscher Maler, dessen frühe Arbeiten dem Bereich der Klassischen Moderne zuzuordnen sind.

## Leben

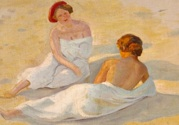
Louise und Emmy, 1905

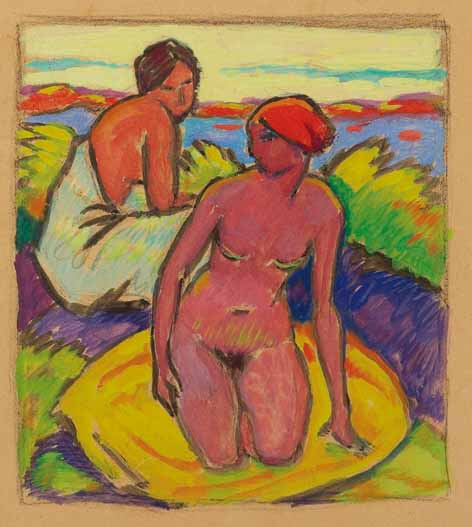
Akt und Halbakt, 1905

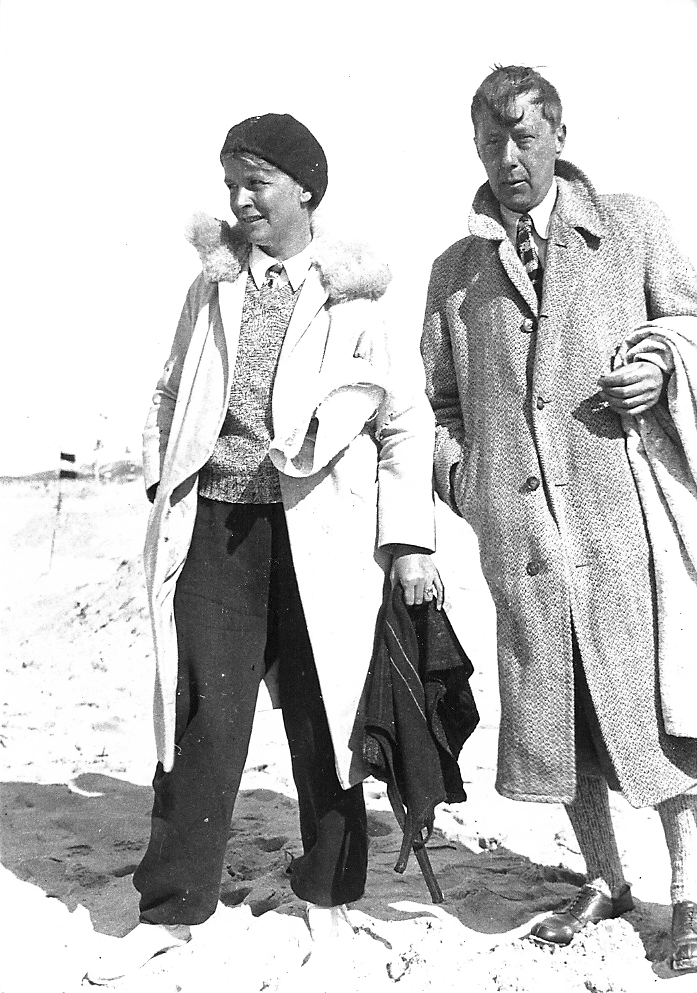
Emmy und Harold Bengen, Hiddensee, 1925

Harold Bengen war der Sohn eines Pharmazeuten für Tiermedizin und wuchs in Hannover auf. Seine Mutter (geb. Tronson) war als Erzieherin aus England nach Hannover gekommen und heiratete den Vater von Harold Bengen, nachdem dessen erste Frau gestorben war. Das Ehepaar hatte vier Kinder. Bis 1914 nannte Harold Bengen sich Harold T. Bengen und signierte so auch seine Arbeiten, wobei das T für den Geburtsnamen seiner Mutter steht. Die Mutter lebte bis zu ihrem Tod im Haus ihres Sohnes Harold und seiner Familie.
Harold Bengen besuchte das humanistische Gymnasium in Hannover und hatte schon als Schüler Zeichenunterricht bei Ernst Jordan. Ab 1896 studierte Bengen an der Kunstschule Weimar bei Frithjof Smith-Hald. Von 1898 bis 1899 setzte er sein Studium in Graz fort. Anschließend lebte er als freischaffender Künstler in Hannover. Ab 1905 hielt er sich zusammen mit seiner zukünftigen Ehefrau Emmy häufig auf Hiddensee auf. Aus dieser Zeit stammt eine Vielzahl seiner Arbeiten.
1908 wurde er Lehrer für Zeichnen und dekorative Malerei an der Kunstgewerbeschule Berlin-Charlottenburg. 1910 gründete Bengen in Berlin gemeinsam mit Georg Tappert und Max Pechstein die Künstlergruppe Neue Sezession. 1920 beteiligte Bengen sich an der Winterausstellung der „Berliner Sezession“. Im gleichen Jahr erhielt er den Titel Professor der Kunstgewerbeschule Berlin-Charlottenburg. Zu seinen Studenten gehörten u. a. Hannah Höch und Nikolaus Sagrekow. Anfang der 1920er Jahre entwarf Bengen für die Inszenierung des „Kaufmann von Venedig“ von Max Reinhardt am Deutschen Theater Berlin die Kostüme. Weiterhin widmete er sich dem Gestalten von Mosaiken und Glasfenstern. 1928 unternahm Bengen eine Reise nach Südamerika, die ihren Niederschlag in einer Reihe von Aquarellen und Pastellzeichnungen fand.
In den 1930er Jahren widmete er sich neben seinem Lehrauftrag der Porträt- und Auftragsmalerei. Bengen war 1942 und 1943 auf der Großen Deutschen Kunstausstellung in München vertreten. Dabei erwarb Hitler 1942 für 18 000 RM das Ölgemälde „Hirtenmädchen“.  Diese und ähnliche Arbeiten sowie das Deckengemälde in der Reichsbank in Berlin und Entwürfe für das Tannenberg-Denkmal stehen in krassem Gegensatz zu seinem frühen künstlerischen Ansatz. Noch während des Krieges siedelte Bengen 1944 von Berlin nach Holzhausen am Ammersee um. 1952 zog er nach Hamburg, wo zwei seiner drei Töchter lebten. Dort verstarb er 1962. Der Name geriet in Vergessenheit und hatte durch die Anpassung des Künstlers an die NS-Diktatur einen Makel.

## Werk
Bengens frühe Arbeiten enthalten noch Elemente des Jugendstils. Die künstlerische Auseinandersetzung galt vielfach der Darstellung von Frauen. Die ausdrucksstärksten und eigenwilligsten – großteils stark farbigen – Arbeiten stammen aus der Zeit bis zum Ersten Weltkrieg. Ein Großteil des übrigen Werks ist während des Zweiten Weltkriegs verschollen. Die frühen Arbeiten und auch die aus den 1920er Jahren sind weitgehend erhalten – sie blieben bis nach dem Tod seiner Frau unangerührt und verborgen im Keller und wurden erst durch die drei Töchter zurück ans Tageslicht geholt. Im Zuge einiger Ausstellungen über die Künstlerkolonie Hiddensee (in Dachau, Stralsund und Fischerhude) wurden Arbeiten von Bengen wieder der Öffentlichkeit präsentiert.
Von einer Enkelin Bengens wurde ein Werkverzeichnis erstellt.